# Fernando Guerrero (Schiedsrichter)
Fernando Guerrero Ramírez (* 14. September 1981) ist ein mexikanischer Fußballschiedsrichter. Er steht als dieser seit 2015 sowie als Video-Assistent seit 2022 auf der Liste der FIFA-Schiedsrichter.

## Karriere
Sein Debüt in der Primera División hatte er bereits 2010. International leitete er seit der Saison 2015/16 auch Spiele in der CONCACAF Champions League. Weiter fungierte er als Hauptschiedsrichter in Partien bei vier Gold Cups und dem Afrika-Cup 2022. Zur Weltmeisterschaft 2022 wurde er ins Aufgebot der Video-Assistenten berufen.